# Myself ; Yourself
Myself ; Yourself (マイセルフ；ユアセルフ,?, Maiserufu ; Yuaserufu) è una visual novel Giapponese sviluppata da Yeti e pubblicata da Regista il 20 dicembre 2007 per PlayStation 2. Myself ; Yourself è il secondo gioco originale sviluppato da Regista, il primo fu I/O. Prima della pubblicazione della visual novel è stata effettuata anche una light novel basata sulla trama del gioco, che è stata serializzata dal magazine bishōjo Giapponese Dengeki G's Magazine fra marzo e novembre 2007. È stato successivamente effettuato un anime in tredici episodi, andato in onda in Giappone dal 3 ottobre 2007 sul network televisivo TV Kanagawa.

## Trama
Myself ; Yourself è ambientato nel 2007 nella città di Sakuranomori (桜乃杜?), della prefettura W. Quest'ultima sembra essere modellata a immagine della prefettura Giapponese di Wakayama. La città è in una pacifica zona rurale situata alla punta inferiore della prefettura, confinante con l'Oceano Pacifico.
Sakuranomori è la città natale di Sana Hidaka, un ragazzo sedicenne delle superiori, dove è cresciuto insieme ai suoi amici di infanzia Nanaka Yatsushiro, sua cugina Aoi Oribe, il suo miglior amico Syuske Wakatsuki, e la sua sorella maggiore gemella Syuri Wakatsuki. Sana lasciò Sakuranomori quando era undicenne, ma tornò dopo cinque anni per vivere per conto suo presso il complesso di appartamenti che veniva gestito dalla famiglia di Aoi. Sana si accorge in fretta che tante cose sono rimaste le stesse, al contempo tante cose sono cambiate. Dopo poco tempo incontra un'altra ragazza della sua età, Asami Hoshino, con cui diventa amico velocemente, ciò nonostante questo crea in Nanaka una forte gelosia tutte le volte che vede Sana assieme ad Asami. Sana viene contemporaneamente a conoscenza della strana usanza della sua insegnante venticinquenne Yuzuki Fujimura di dare caramelle ai suoi studenti come ricompensa. Allo stesso tempo, Syusuke aiuta una ragazzina di dieci anni, Hinako Mochida, che veniva maltrattata da dei suoi coetanei; la ragazzina si innamora immediatamente del ragazzo e cerca di agire più da adulta così che lui possa contraccambiarla.

## Media

### Light novel
Una light novel composta da sei capitoli e intitolata Myself ; Yourself Sorezore Overture (Myself ; Yourself それぞれのOverture?) è stata serializzata dal 30 marzo al 30 novembre 2007 sulla rivista Dengeki G's Magazine edita da MediaWorks. Il romanzo che funge da prologo al videogioco ed è stato scritto da Takumi Nakazawa, il quale aveva già provveduto alla sceneggiatura di Ever17: The out of infinity e Memories Off, mentre le illustrazioni sono state curate da Wadapen. Ogni capitolo mette in primo piano ognuna delle sei eroine del gioco, seguendo il preciso ordine: Nanaka, Aoi, Shuri, Yuzuki, Hinako e Asami.

### Anime
Un adattamento anime è stato trasmesso dal 3 ottobre al 26 dicembre 2007 su TV Kanagawa per un totale di tredici episodi. La sceneggiatura è stata curata da Gō Zappa, la regia è stata affidata a Yasuhiro Kuroda mentre lo studio d'animazione che si è occupato di produrla è Doga Kobo, la prima produzione televisiva dell'azienda. La colonna sonora è stata composta da Happinet, Marvelous Entertainment, 5pb. e Pony Canyon.

#### Colonna sonora
- Tears Infection cantata da Kaori (apertura)
- Kimi to yozora to sakamichi to (キミと夜空と坂道と?) cantata da Kanako Itō (chiusura)